# Дворики (Сакмарський район)
Дво́рики (рос. Дворики) — село у складі Сакмарського району Оренбурзької області, Росія.

## Населення
Населення — 161 особа (2010; 89 у 2002).
Національний склад (станом на 2002 рік):
- росіяни — 92 %